# MOO J2359-0624
MOO J2359-0624 ist die Bezeichnung eines zwischen 13,4 bis 16,3 Milliarden Lichtjahren entfernten Galaxienhaufens im Sternbild Walfisch.
Der Name des Galaxienhaufens setzt sich aus dem Kürzel MOO (MaDCoWS Overdense Object) und dem Buchstaben J, den Stunden- und Minutenangaben der Rektaszension (23h 59m) sowie den Angaben von Grad und Winkelminuten der Deklination ohne Vorzeichen (06° 24′) zusammen. In einem Radius von sechs Winkelminuten um MOO J2359-0624 liegen die Galaxien PGC 12, PGC 1032184 und PGC 1033855 sowie der Doppel- oder Mehrfachstern TIC 9803010. Ebenfalls ereigneten sich die Supernovae SN 1951F (am 6. August 1951 in PGC 12) und LSQ 12egy in jenem Radius.

## Physikalische Eigenschaften
Der Galaxienhaufen besitzt eine ungefähre Rotverschiebung von z = 1,03 ± 0,07, was in einer errechneten Entfernung von ca. 4100 bis 5000 Megaparsec (zwischen 13,4 und 16,3 Milliarden Lichtjahren) resultiert. Vom Sonnensystem aus entfernt sich MOO J2359-0624 mit einer Radialgeschwindigkeit von 288.000 bis 330.000 Kilometern pro Sekunde.